# Липски окръг
Липски окръг (на полски: Powiat lipski) е окръг в Източна Полша, Мазовско войводство. Заема площ от 740,22 км2. Административен център е град Липско.

## География
Окръгът се намира в историческия регион Малополша. Разположен е в южната част на войводството.

## Население
Населението на окръга възлиза на 35 892 души (2013 г.). Гъстотата е 48 души/км2.

## Административно деление
Административно окръгът е разделен на 6 общини.
Градско-селска община:
- Община Липско

Селски общини:
- Община Жечньов
- Община Солец над Висла
- Община Хотча
- Община Чепелов
- Община Шенно

## Фотогалерия
- Липско
- Солец над Висла